# Ganesha Purana

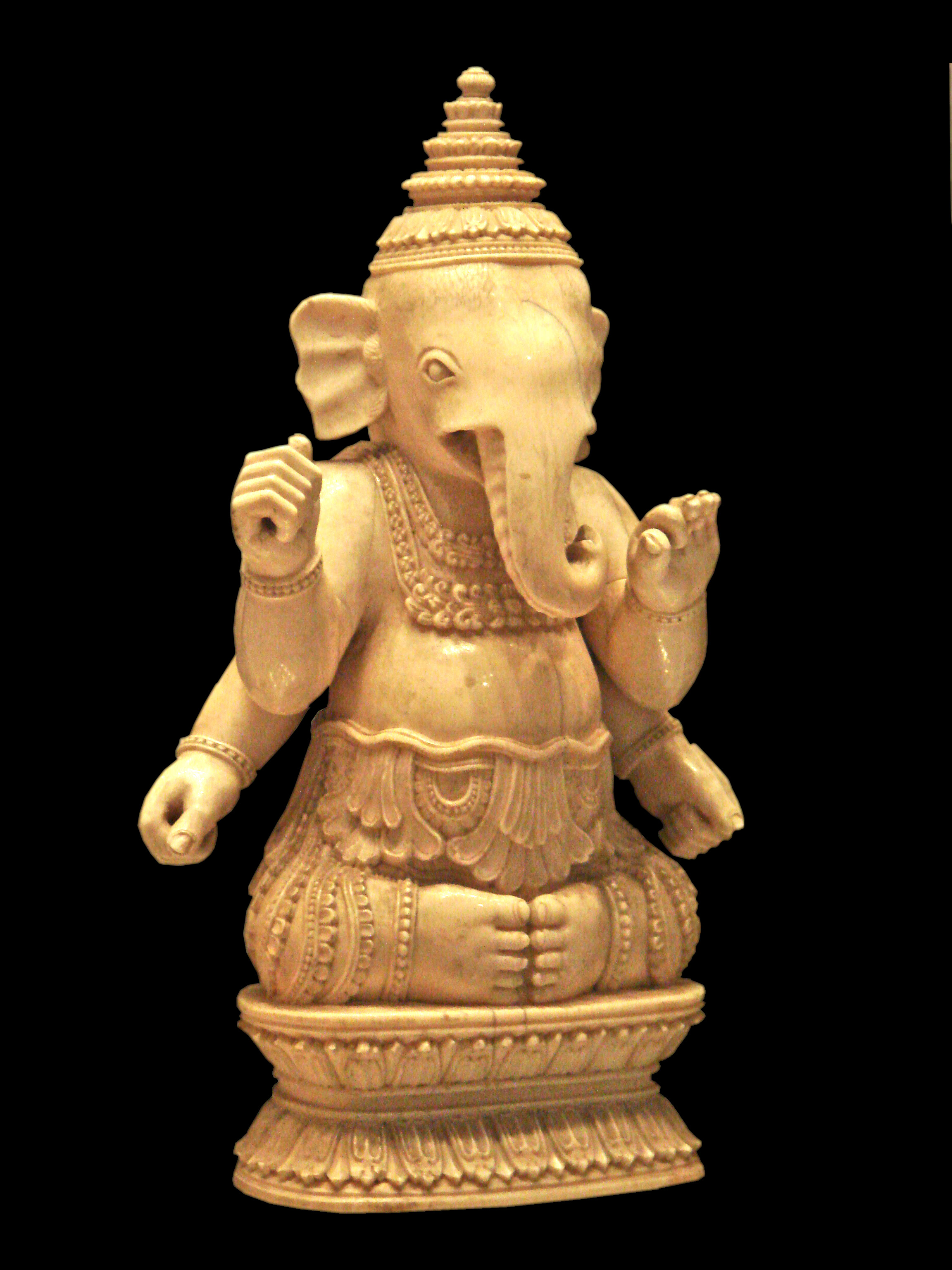
El contenido del Ganesha Purana gira siempre en torno al dios hinduista Ganesha.

El Ganesha Purana (devanagari, गणेश पुराणम्; AITS, gaṇeśa purāṇam) es un texto en sánscrito que trata sobre el dios hinduista Ganesha. Es un upapurāṇa, es decir, un purana menor, que incluye mitología, cosmogonía, genealogía, metáforas, yoga, teología y filosofía en relación con Ganesha.
El texto está organizado en dos secciones voluminosas: una de mitología y genealogía (krida-khanda, 155 capítulos), y la otra, de teología y devoción (Upasana-khanda, 92 capítulos). Existen numerosas versiones. Se estima que la composición del texto y la fecha de expansión datan de fines del período medieval, entre los siglos XIII y XVIII, durante una etapa de agitación política en el gobierno islámico del sur de Asia. El texto comparte las características y el tipo de historias en los puranas mayores y como ellos, según afirma Greg Bailey, es un objeto cultural que refleja las necesidades y las costumbres de la sociedad, en el momento en el que fue escrito.
El Ganesha Purana, junto con el Mudgala Purana, el Brahma Purana y el Brahmanda Purana, es uno de los cuatro textos enciclopédicos dentro del género de los puranas que trata sobre Ganesha. Los cuatro textos, dos upapuranas y dos mahapuranas, es decir, grandes puranas, difieren en su enfoque. El Brahmanda Purana presenta a Ganesha como saguna, o sea, con atributos y forma física, mientras que el Brahma Purana lo considera nirguna, carente de atributos como un principio abstracto. Por el contrario, el Ganesha Purana lo presenta como una unión de conceptos saguna y nirguna, en la que el Ganesha saguna es una anticipación del Ganesha nirguna. El Mudgala Purana describe a Ganesha como samyoga, una síntesis abstracta con realidad absoluta y alma.
El Ganesha Purana es un texto particularmente importante para los Ganapatya (AITS: Gāṇapatya), quienes consideran que Ganesha es la deidad principal.

## Importancia
El Ganesha Purana es importante porque es, junto con el Ganapati Upanishad, una de las dos escrituras sagradas más relevantes de la secta hinduista Ganapatya. Sus devotos toman a Ganesha como su deidad principal y la mitología sobre él presente en este purana es parte de su tradición. También es significativo porque trata sobre Ganesha, el dios más adorado del hinduismo, y revela que es venerado como el dios de los comienzos en todas las principales tradiciones hinduistas, como el shivaísmo, el vaisnavismo, el shaktismo y el smartismo. El texto integra la mitología más antigua y las premisas de los Vedas en un marco de bhakti (devoción) hacia Ganesha. Es también fundamental en la historia del budismo y el jainismo, dado que Ganesha está presente en su mitología y su teología.

## Datación
El Ganesha Purana y el Mudgala Purana son dos puranas tardíos (c. 1300-1600). Stietencron sugiere que el período de composición habría sido entre el siglo XV y el XVIII, durante un período de conflictos entre el Imperio maratha, hinduista, y los sultanatos islámicos en Maharastra.
La datación de la escritura del Ganesha Purana y del Mudgala Purana, sumada a su relación, ha generado debates académicos. Ambas obras contienen estratos organizados como capas según su antigüedad, aunque estas capas no se han definido en una edición crítica. Algunas de ellas muestran una redacción que permite suponer influencias mutuas entre el Ganesha Purana y el Mudgala Purana, incluso referencias directas de uno a otro. 
Anita Raina Tharpan pasa revista de las diferentes posturas sobre las fechas y afirma que, en su opinión, parece que el núcleo del Ganesha Purana nació entre los siglos XII y XIII, aunque posteriormente se le añadieron interpolaciones. También destaca que estos puranas, como otras obras del género, se desarrollaron a lo largo del tiempo como obras de muchas capas.
Lawrence W. Preston considera que el período 1100-1400 es la fecha más razonable para ubicar el Ganesha Purana dado que coincide con la antigüedad aparente de los lugares sagrados de Nagpur y Benarés mencionados en él. Hazra también sitúa la fecha del Ganesha Purana entre 1100 y 1400. Farquhar lo sitúa entre el 900 y el 1350. Por el contrario, Stevenson sugiere que el texto fue escrito en o después del siglo XVII.

## Estructura
El Ganesha Purana se divide en dos secciones. La primera es la Upasanakhanda (upāsanākhaṇḍa), la «sección de la devoción», que posee 92 capítulos y la segunda, la Kridakhanda (krīḍākhaṇḍa), la «sección del juego divino (de Gaṇeśa)», de 155 capítulos. Esta última es también denominada Uttarakhanda (uttarakhaṇḍa) en los colofones. En el capítulo 46 de la Upasanakhanda se incluye un stotra (himno) que es la fuente de uno de los más conocidos sahasranamas de Ganesha: el Ganesha Sahasranama, una letanía de alabanza que lista mil nombres y atributos de una deidad.
El texto presenta cinco unidades literarias, halladas en todos los puranas: khanda, mahatmya, upakhyana, gita y una unidad narrativa. Está estructurado como una recitación del sabio Vyasa, que remite a la tradición de los sabios del bosque Naimisa en el hinduismo. El estilo de la composición es didáctico y mítico; las imágenes y el encuadre de la historia es similar al de otros puranas. La obra posee cuatro idiosincrasias, afirma Bailey; no presenta contenido pancalaksana, contiene una presentación mínima del dharmashastra, los mitos están estructurados según la intervención de Ganesha en ellos y por último, sus tramas presentan invariablemente a Ganapati como la vida y los principios interiores de todas las otras deidades del hinduismo.

## Contenido

### Upasanakhanda: Meditación abstracta obhakti puja
El Upasanakhanda, la primera parte del Ganesha Purana, presenta dos formas de adoración. Una es la meditación y contemplación mística de Ganesha como el brahman eterno presentado en la escuela del Vedanta, dentro de la filosofía hinduista, como el absoluto metafísico y como paramatma —nirguna, el espíritu supremo—, que es a la vez atman —el alma, el yo interior— dentro de uno mismo. La segunda es prepararse una imagen del dios —saguna, murti—, decorarla con flores, presentarle ofrendas y festivamente recordarla con un homenaje al estilo de los pujas. La Upasanakhanda muestra estas ideas en una serie de episodios y una cosmogonía que presenta los mitos antiguos como una realidad dinámica y empírica y presenta a Ganesha como el brahman vedántico, o la realidad absoluta que no cambia.

### Kridakhanda: lagitade Ganesha
Los capítulos 138-48 de la Kridakhanda conforman la gita de Ganesha, modelada sobre la Bhagavad Gita, pero adaptada, con Ganesha en el rol de la divinidad. Los interlocutores en este caso son el rey Varenya y Gajanana, un avatar de Ganesha. Según Yuvraj Krishan, la gita de Ganesha toma el 90 % de sus estrofas de la Bhagavad Gita, con ligeras modificaciones. Sus temas son los mismos: el karma yoga, el jñāna yoga y el bhakti yoga. Sin embargo, Ganesha reemplaza a Krishna en su rol divino.
Por otra parte, Greg Bailey sostiene que si bien la Bhagavad Gita es una de las fuentes más seguras, la gita de Ganesha solo tiene 412 estrofas en dicha sección y saltea muchas que sí figuran en la Bhagavad Gita. Por eso sería incorrecto asumir que el texto es idéntico en todo y que solamente sustituye a Krishna por Ganesha. El diálogo se desarrolla de un modo diferente y el personaje de Varenya es mucho más débil que Arjuna, con sus preguntas filosóficas. Sin embargo, Bailey concuerda con Krishan en que la teología presente en ambos es sustancialmente la misma.

### Kridakhanda: Ganesha en cuatroyugas
La Kridakhanda del Ganesha Purana narra la historia de cuatro avataras de Ganesha, cada uno en cuatro yugas diferentes. Los 155 capítulos de esta parte están divididos según las cuatro yugas. Los capítulos del 1 al 72 presentan a Ganesha en la Krita Yuga; las secciones desde la 73 a la 126 presentan la historia de Ganesha en la Treta Yuga, mientras que los capítulos del 127 al 137 presentan las historias de la Dvapara Yuga. Del capítulo 138 al 148 se narra la gita de Ganesha, seguida por una breve sección acerca de la Kali Yuga, la era actual, en el capítulo 149. El resto del capítulo 149, hasta el 155 son interlocutorios y siguen los requisitos del género de los puranas.
Ganesha es presentado como Vinayaka —«el mejor de los guías»— en la Krita Yuga, un avatar de gran tamaño, con diez brazos, muy generoso a la hora de dar regalos y montado sobre un león. En la Treta Yuga, la forma adoptada es la de Mayuresvara (Mayūreśvara), que posee seis brazos, es de color blanco y monta un pavo real. Se manifiesta en la forma de Gajanana (Gajānana) —«rostro de elefante»— en la Dvapara Yuga, con cuatro brazos, color rojo y montado sobre Dinka, un ratón. En esta era, nace de Shiva y Parvati. En Kali Yuga es Dhumraketu (Dhūmraketu), con dos brazos, con piel del color del humo y montado a caballo. En esta etapa, lucha contra ejércitos bárbaros y mata demonios, según el Ganesha Purana.

## Manuscritos
Greg M. Bailey, quien ha publicado una reseña académica y una traducción al inglés de la primera parte del Ganesha Purana (upāsanākhaṇḍa), resalta que existen cientos de manuscritos de este purana en las bibliotecas de la India y que la obra fue muy popular entre los siglos XVII y XIX.
Sri Balvinayak Maharaj Lalsare, líder de Śrī Yogīndra Maṭha publicó una edición del Ganesha Purana en dos partes en Moregaon, Maharashtra, lugar de uno de los templos aṣṭavināyaka. La Upasanakhanda (upāsanākhaṇḍa) fue publicada en 1979 y la Kridakhanda (krīḍākhaṇḍa), en 1985. Esta es la edición que Thapan cita en su libro acerca de la evolución de los Ganapatyas.
Antes de esta edición, fue publicado tres veces:
- Pune, 1876
- Bombay, 1876
- Bombay, 1892, editorial Gopal Narayana and Co.[45]

El Ganesha Purana también se tradujo al tamil en el siglo XVIII, bajo el título de Vināyaka Purāṇa.